# Harry Menzies
Harry Menzies était un joueur anglais de football qui a évolué dans le championnat de Belgique de sa création en 1895 jusqu'en 1904. Malgré sa nationalité, il a participé au premier match d'une équipe nationale belge le 28 avril 1901 contre les Pays-Bas. Ce match n'est toutefois pas reconnu officiellement à cause de la présence de joueurs étrangers dans les équipes, dont Menzies pour la Belgique.
Entre les saisons 1895-1896 et 1901-1902, Harry Menzies a joué pour le FC Liégeois avec lequel il remporte d'ailleurs le tout premier championnat de Belgique. Il a ensuite rejoint pour deux saisons le Beerschot. 
Harry Menzies était le frère d'Alfred et Guy Menzies qui ont également joué pour le FC Liégeois.

## Palmarès
Champion de Belgique avec le FC Liégeois en 1895-1896, 1897-1898 et 1898-1899.